# Профспілковий рух
Профспілко́вий рух (англ. trade union movement; trade unionism; нім. Gewerkschaftsbewegung n) — сукупність форм і методів захисту прав та інтересів найманих працівників.
Перші профспілкові організації в Україні виникають у процесі революційних подій 1905–1907. В основу цих організацій було закладено плюралістичний принцип, тобто кожна мала самостійну програму і статут.

## В Україні
У 1917 в Україні функціонувало вже більше сотні профспілкових центрів. Після захоплення політичної влади більшовиками профспілки перетворюються на придатки комуністичної партії, потрапляють у повну залежність від Москви. В діяльності профспілок дедалі відчутніше проступають такі явища, як тотальне одержавлення, утиск вільної думки, адміністративно-командні методи тощо; вони поступово відмовляються від своєї головної функції — захисту інтересів трудящих.
У другій половині 80-х років профспілки проголошують свою незалежність від центру та позапартійність. Відбувається розпад старої системи організації профспілкового руху, утворюються нові об'єднання. Найчисельніше з них — Федерація профспілок України (ФПУ), яка налічує понад 21 млн членів.